# Jan Pohunek
Jan Pohunek (* 3. února 1981 Praha; známý též pod přezdívkou Přebral) je český folklorista a spisovatel.
Po maturitě na pražském Gymnáziu Jana Nerudy vystudoval archeologii na Fakultě humanitních studií Západočeské univerzity (Mgr. 2004) a etnologii na Filozofické fakultě Univerzity Karlovy (Mgr. 2008). V současnosti[kdy?] studuje jako postgraduální student etnologii na Filozofické fakultě UK. Několik let pracoval jako etnolog v Regionálním muzeu v Jílovém u Prahy, od roku 2012 pracuje jako kurátor sbírek v pražském Národopisném muzeu (Musaion).

## Odborná a umělecká činnost
Jako vědec se Jan Pohunek zabývá především současným folklórem (mj. trampskými pověstmi). Tomuto tématu částečně věnoval řadu odborných i popularizačních článků.
Jako spisovatel se profiloval během prvních let 21. století příspěvky do soutěže Trapsavec a časopisecky publikovanými povídkami. Jeho románový debut Polomené světy vyšel roku 2008. Dalším samostatně vydaným literárním dílem se stal humoristický fantasijní román Temní ilumináti, vydaný roku 2010.
Vedle činnosti spisovatelské se uplatnil rovněž jako ilustrátor dvou knih Olgy Suchomelové Pivo, které strašilo a Nepáchejte dobré skutky.

## Střet zájmů
Jan Pohunek byl na únoru 2024 jedním ze signatářů stanoviska 27 vědců, kteří se vyjádřili proti likvidaci ilegálních tábořišť v CHKO Kokořínsko. V červnu 2024 byla na zpravodajském portálu iDnes zveřejněna informace, že Pohunek sám patří k uživatelům těchto tábořišť. „Toto zjištění hodně znehodnocuje názor vědců, řekl bych, že ho diskvalifikuje. Vědec nemá být advokátem státní instituce, to není jeho role, má být nezávislý. I proto jsou vědci považováni za objektivní nositele pravdy. Když teď víme, že svá stanoviska ladí s Agenturou ochrany přírody a krajiny, tento status ztrácejí,“ komentoval to environmentální právník Petr Svoboda z Právnické fakulty Univerzity Karlovy v Praze.

### Próza
- Polomené světy : atlantský harc. Praha: Straky na vrbě, 2008. 257 s. ISBN 978-80-86428-85-7.
- Temní ilumináti. Praha: Straky na vrbě, 2010. 212 s. ISBN 978-80-87364-12-3.
- Přiznání iluminátů. Praha: Straky na vrbě, 2018. 304 s. ISBN 978-80-87364-79-6.

### Naučná literatura
- Folklor atomového věku. Praha: Národní muzeum, Fakulta humanitních studií UK, 2013. 135 s. Dostupné v archivu pořízeném dne 2017-11-23. ISBN 978-80-7036-315-7. Archivováno 23. 11. 2017 na Wayback Machine.
- Kam ze technickými památkami: Čechy. Brno: CPress, 2012. 150 s. ISBN 978-80-264-0078-3.
- Kam ze technickými památkami: Morava. Brno: CPress, 2012. 103 s. ISBN 978-80-264-0104-9.
- Kam ze technickými památkami: Praha a střední Čechy. Brno: CPress, 2012. 98 s. ISBN 978-80-264-0094-3.
- Kam do podzemí. Brno: CPress, 2013. 144 s. ISBN 978-80-264-0276-3.

#### Recenze na Polomené světy
- FAJKUS, Martin. Polomené světy, Atlantský harc, Jan Pohunek. Fantasya.cz [online]. [cit. 2010-12-09]. Dostupné online. (recenze převzatá z časopisu Pevnost)
- DVOŘÁČKOVÁ, Jana. Jan Pohunek, Polomené světy Atlantský harc. Neviditelný pes [online]. 2009-02-17 [cit. 2010-12-09]. Dostupné online.

- FAJKUS, Martin. Polomené světy. Pevnost. 2008, čís. 6, s. 21.
- PIVOŇKA, Filip. Sliby, chyby.... Ikarie. Červenec 2008, s. 59.
- HORÁK, Milan. Mistr polomené krajiny. Okruh a střed. 2010, čís. 2.

#### Recenze na Temné ilumináty
- VAŘÁK, Petr. Jan Pohunek, Temní ilumináti. Sarden [online]. 2010-09-23 [cit. 2010-12-09]. Dostupné v archivu pořízeném dne 2012-02-13.

- ČERVENKA, Radim. Temní ilumináti, Jan Pohunek. Fantasya.cz [online]. [cit. 2010-12-09]. Dostupné online.

- -hons-. Temní ilumináti – příjemná a vtipná oddychovka. Mfantasy.cz [online]. 2010-10-17 [cit. 2010-12-09]. Dostupné v archivu pořízeném z originálu dne 2020-06-16.

- HOUDEK, Jarda. Temní ilumináti Jana Pohunka. Sarden [online]. 2010-11-14 [cit. 2010-12-09]. Dostupné online.[nedostupný zdroj]

- MALÁ, Anna. Temní ilumináti Jana Pohunka: humorná fantasy, nad níž je nutno přemýšlet. Topzine.cz [online]. 2010-11-29 [cit. 2010-12-09]. Dostupné online.

- HOKR, Boris. Temní ilumináti. Pevnost. 2010, čís. 11, s. 24.
- VRBENSKÁ, Františka. S permoníky proti mystice materialismu. XB-1. Měsíčník sci-fi, fantasy a horroru. 2010, čís. 12.

#### Recenze na Stíny mezi stromy
- LUKAVEC, Jan. Sanitka mezi stromy. www.iliteratura.cz [online]. 2016-13-04 [cit. 2016-13-04]. Dostupné online.